# 法爾內塞的阿特拉斯
法爾內塞的阿特拉斯（英語：Farnese Atlas）是公元2世纪的羅馬大理石雕像，刻畫了舉著天球的阿特拉斯。這座雕像可能仿製了更早之前的希臘化時期作品，是現存最古老的阿特拉斯雕像。阿特拉斯為希臘神話中的泰坦，曾出現在早期的希臘瓶畫中。阿特拉斯雕像也是已知最古老的天球，以及最早對古典星座的描繪。該雕塑現藏於義大利拿坡里國立考古博物館。
這座雕像的歷史可以追溯到公元150年左右的羅馬帝國時期，比克勞迪烏斯·托勒密創作《天文學大成》還晚出現，但長期以來，人們一直認為天球上對映的星座是早期希臘占星學的星座，尤其是對映在公元前2世纪的喜帕恰斯作品中的星座。
阿特拉斯遭到宙斯懲罰而須扛起天空，在重壓下苦苦掙扎。該球體在最外層天球描繪夜空，淺浮雕描繪了41個（有些來源稱42個）托勒密所分類的古典希臘星座（48個），包括公羊座、白羊座、天鹅座和武仙座。該石雕高2.1公尺，天球直徑65公分。
這座石雕在1562年被紅衣主教亞歷山大·法爾內塞收購，隨後於法爾內塞別墅展出，這也是法爾內塞的阿特拉斯名稱的由來。

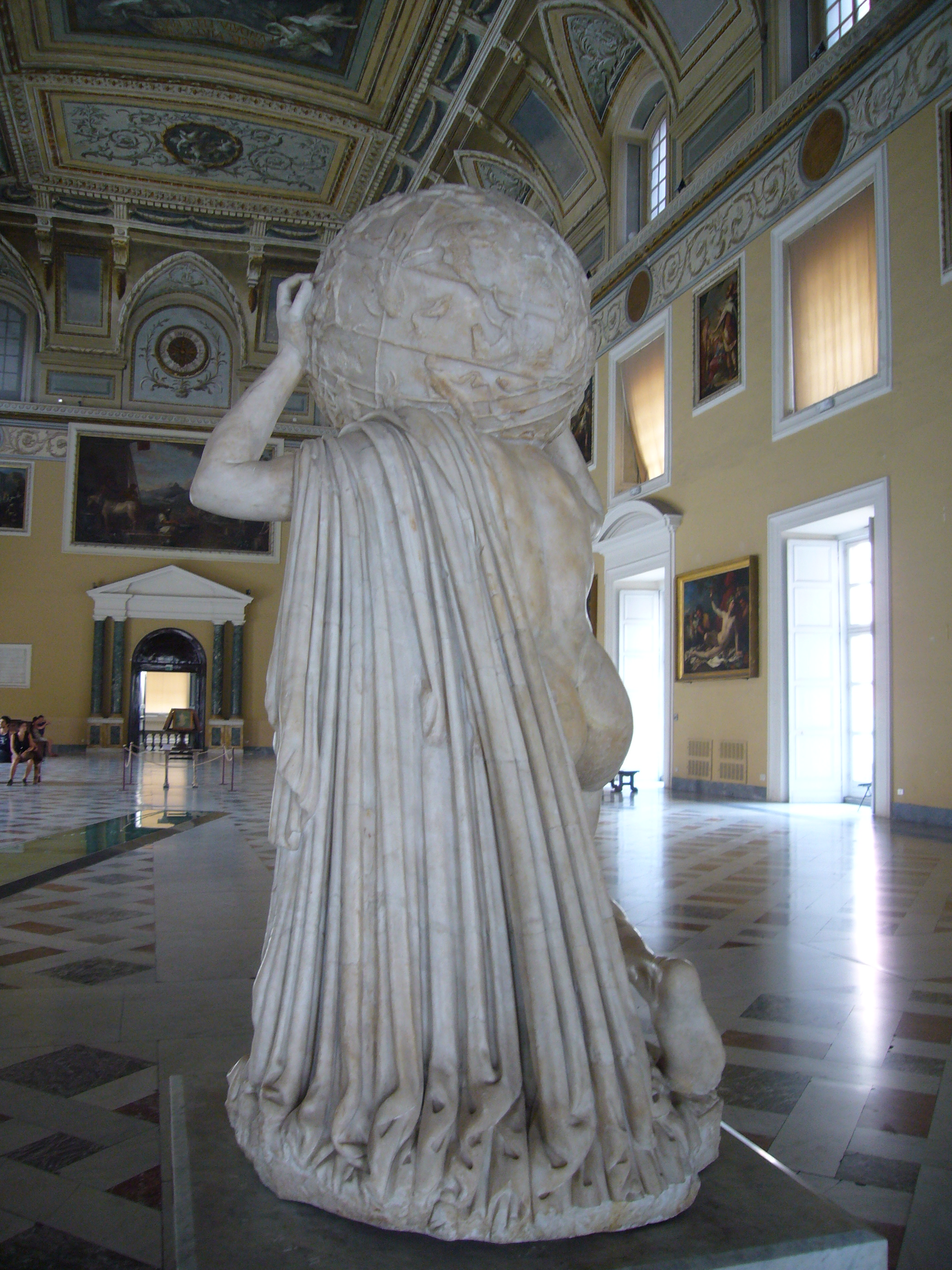
後視圖

## 外部連結

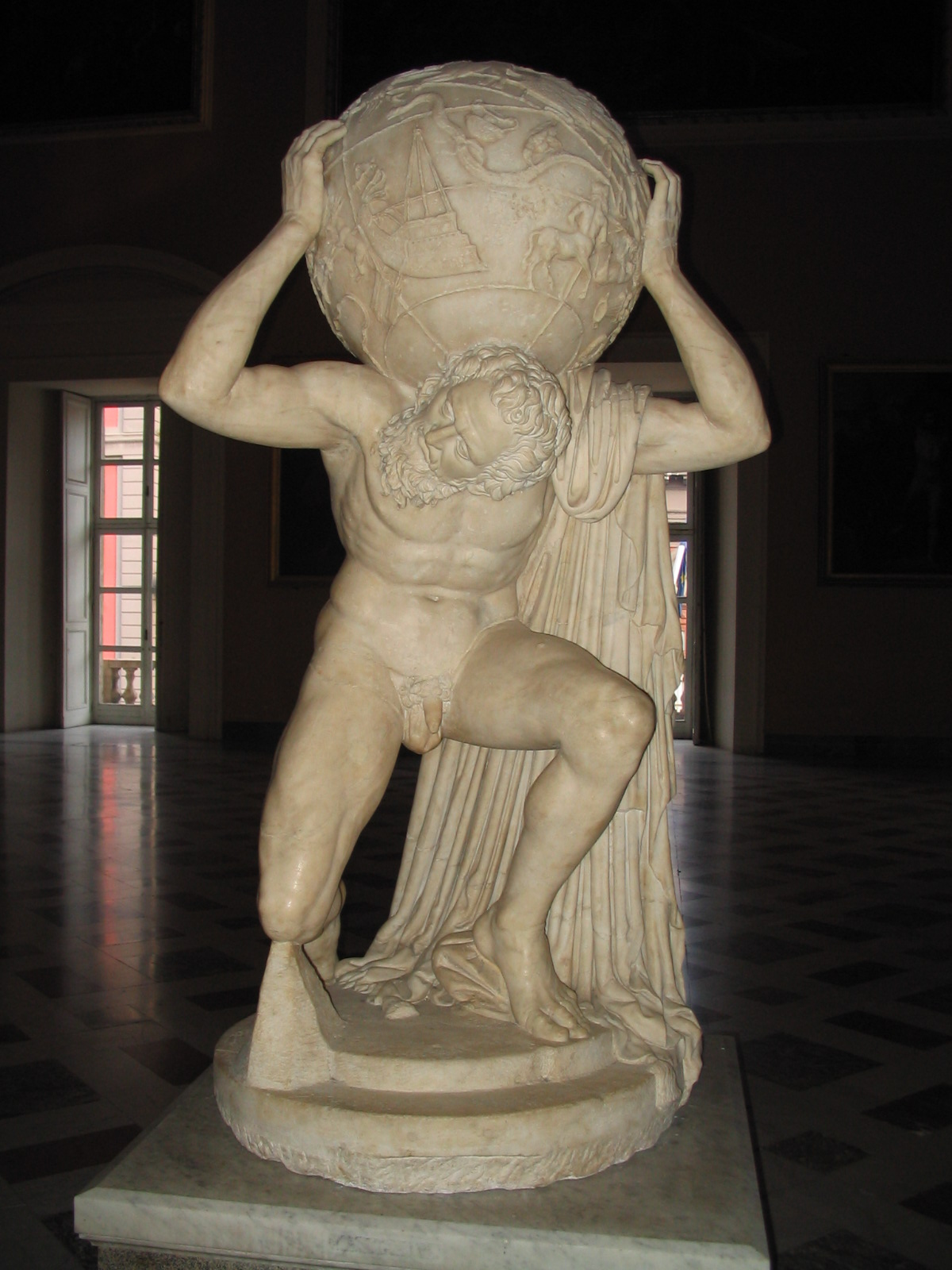
法爾內塞的阿特拉斯 （拿坡里國立考古博物館，拿坡里）

- Bradley E. Schaefer, "The epoch of the constellations on the Farnese Atlas and their origins in Hipparchus's lost catalogue" （页面存档备份，存于）
- New York Times article on Dr. Schaefer's presentation （页面存档备份，存于）
- Space.com article on the Hipparchus' star catalogue found. （页面存档备份，存于）
- National Archaeological Museum, Naples, Italy （页面存档备份，存于）
- Critiques of Schaefer's hypothesis
- Critical review of Schaefer's arithmetic, quotations, statistics, photogrammetry, grasp of Hipparchus's data, and responsiveness （页面存档备份，存于）
- Related critical review, containing detailed photographic images （页面存档备份，存于）